# 木村秀樹
木村 秀樹（きむら ひでき、1948年 - ）は、日本の画家、版画家。嵯峨美術短期大学(現 京都嵯峨芸術大学)助教授を経て、京都市立芸術大学教授。

## 人物
1974年に制作した「ペンシルシリーズ」が高い評価を受け、東京国際版画ビエンナーレで京都国立近代美術館賞を受賞するなど一躍脚光を浴び鮮烈なデビューを飾った。その後も次々と国際展で受賞、日本を代表する版画家の一人。代表的な個展に1983年「今日の作家シリーズ -木村秀樹近作展- 水鳥は」大阪府立現代美術センター（大阪）、1999年「半透明」京都市美術館（京都）など。2004年の「ispa JAPAN 2004　国際版画シンポジウム」では実行委員長を務めた。大学版画学会会長、京展委員などを歴任。

## 略歴
- 1948年、京都府生まれ
- 1972年、京都市立芸術大学西洋画科卒業
- 1974年、京都市立芸術大学西洋画科専攻科修了／「第9回東京国際版画ビエンナーレ」東京国立近代美術館（東京）、京都国立近代美術館（京都）（'76）
- 1976年、「第5回英国国際版画ビエンナーレ」（ブラッドフォード、イギリス）（'82.'86）／「第6回クラコウ国際版画ビエンナーレ」（クラコウ、ポーランド）
- 1980年、「日本現代版画アメリカ展 21人の版画家展」クリーブランド美術館（オハイオ、アメリカ）
- 1984年、「現代日本美術の展望」富山県立近代美術館（富山）
- 1987年、「第2回和歌山版画ビエンナーレ」和歌山県立近代美術館（和歌山）
- 1988年、文化庁派遣在外研修員としてペンシルベニア大学大学院に留学
- 1988年、「MAXI GRAPHICA」京都市美術館（京都）
- 1989年、「ユーロパリア・ジャパン 現代日本美術展」ベルギー王国ナミュール市立文化センター（ベルギー）
- 1995年、京都市立芸術大学教授に就任する／「戦後文化の軌跡」目黒区美術館（東京）
- 1996年、「版画の1970年代」渋谷区立松濤美術館（東京）
- 1997年、「現代版画の一断面」滋賀県立近代美術館（滋賀）
- 1999年、「Transforming Vision」展がアメリカ東海岸を巡回
- 2000年、「写真と美術の対話」東京国立近代美術館フィルムセンター（東京）
- 2001年、「EXTENSION/MAXI GRAPHICA」京都市美術館（京都）
- 2002年、「現代・版」展 芸術の森美術館（札幌）
- 2004年、「HANGA　東西交流の波」東京芸術大学大学美術館（東京）
- 2005年、「京都市美術館コレクション展　連続と反復」京都市美術館（京都）
- 2007年、カルガリー大学Visiting Artistとしてレクチャーと現地制作 (カナダ)
- 2008年、「MAXI GRAPHICA/Final Destinations」京都市美術館（京都）
- 2009年、「第21回京都美術文化賞受賞記念展」京都府文化博物館（京都）
- 2011年、「まなざしの哲学 京都嵯峨芸術大学の40年」京都市美術館 別館（京都）／「日本ベルギー版画国際交流展」京都市立芸術大学ギャラリー（京都）
- 2012年、「"Redefining the Multiple" 13 Japanese Print Artists」Ewing Gallery、テネシー大学共同企画（テネシー、アメリカ）アメリカ国内巡回

## 主な受賞・作品
- 1974年、第9回東京国際版画ビエンナーレ 京都国立近代美術館賞「Pencil 2-3」
- 1976年、第5回英国国際版画ビエンナーレ 買上賞「Pencil 2-5」／第6回クラコウ国際版画ビエンナーレ　メダル賞「Pencil 1,2,3,4」
- 1977年、第1回日本現代版画大賞展　版画芸術賞「Delta, Frostedglass, Cellophanetape - 1」／第2回京都洋画版画綜合展 大賞「Blinder 6-23-1」
- 1980年、第8回クラコウ国際版画ビエンナーレ ポーランド写真協会賞「Work 4-11-3」
- 1982年、ビルバオ国際グラフィックアート展 第2席「Glass Angel」
- 1983年、第16回毎日現代日本美術展 兵庫県立近代美術館賞「Black Swan」
- 1985年、京展　京展賞「Stripe Man」
- 1986年、第9回英国国際版画ビエンナーレ 国立ウェストミンスター銀行賞「Four Houses」／第11回クラコウ国際版画ビエンナーレ メダル賞「Marine」
- 1987年、第2回和歌山版画ビエンナーレ 大賞「冬のライオン」
- 1992年、公益信託タカシマヤ文化基金 新鋭作家奨励賞
- 1997年、第1回国際小版画アディクション展 優秀賞「Misty Dutch 3」
- 2003年、シルパコーン大学60周年記念展 買上賞「Misty Dutch 38」
- 2008年、財団法人中信美術奨励基金 第21回「京都美術文化賞｣
- 2009年、京都府文化賞 功労賞